# Abzac (Charente)
Pour l’article homonyme, voir Abzac en Gironde.
Abzac est une commune française située dans le département de la Charente (région Nouvelle-Aquitaine).

## Géographie

### Localisation
Abzac est située à l'extrême nord-est du département de la Charente en Charente limousine et se trouve limitrophe de la Vienne et non loin de la Haute-Vienne.
Située à 10 km au nord de Confolens, Abzac est à 65 km d'Angoulême, 4 km d'Availles-Limouzine, 52 km de Limoges et 60 km de Poitiers.

### Communes limitrophes
Les communes limitrophes sont Brillac, Lessac, Oradour-Fanais, Asnières-sur-Blour, Availles-Limouzine et Millac.
| Millac (sur 100 m) (Vienne) | Asnières-sur-Blour (Vienne) |                |
| Availles-Limouzine (Vienne) | Abzac                       | Oradour-Fanais |
| Lessac                      |                             | Brillac        |

Brillac et Oradour-Fanais sont limitrophes de la Haute-Vienne.

### Géologie et relief
Comme toute cette partie nord-est du département de la Charente qu'on appelle la Charente limousine, la commune se trouve sur le plateau du Limousin, partie occidentale du Massif central, composé de roches cristallines et métamorphiques, relique de la chaîne hercynienne.
Une grande partie centrale de la commune d'Abzac est sur un terrain granitique. L'ouest de la commune est sur du paragneiss et diorites. Les plateaux de l'est de la commune sont couverts d'altérite ou dégradation du granit. De petites zones du nord de la commune sont constituées d'argiles à silex et galets de quartz,,.
La commune occupe un plateau incliné vers l'ouest, descendant vers la vallée de la Vienne en pente de plus en plus forte.
La plus faible altitude est 122 m, le long de la Vienne au nord-ouest, et la plus grande est 232 m, à l'extrémité sud-est. La majeure partie de la commune est à une altitude supérieure à 200 m.
Le territoire est composé à 81 % de territoires agricoles et à 17 % forêts et milieux semi-naturels. Le reste, environ 2 %, est partagé entre territoires artificialisés et surfaces en eau.

### Hydrographie

#### Réseau hydrographique

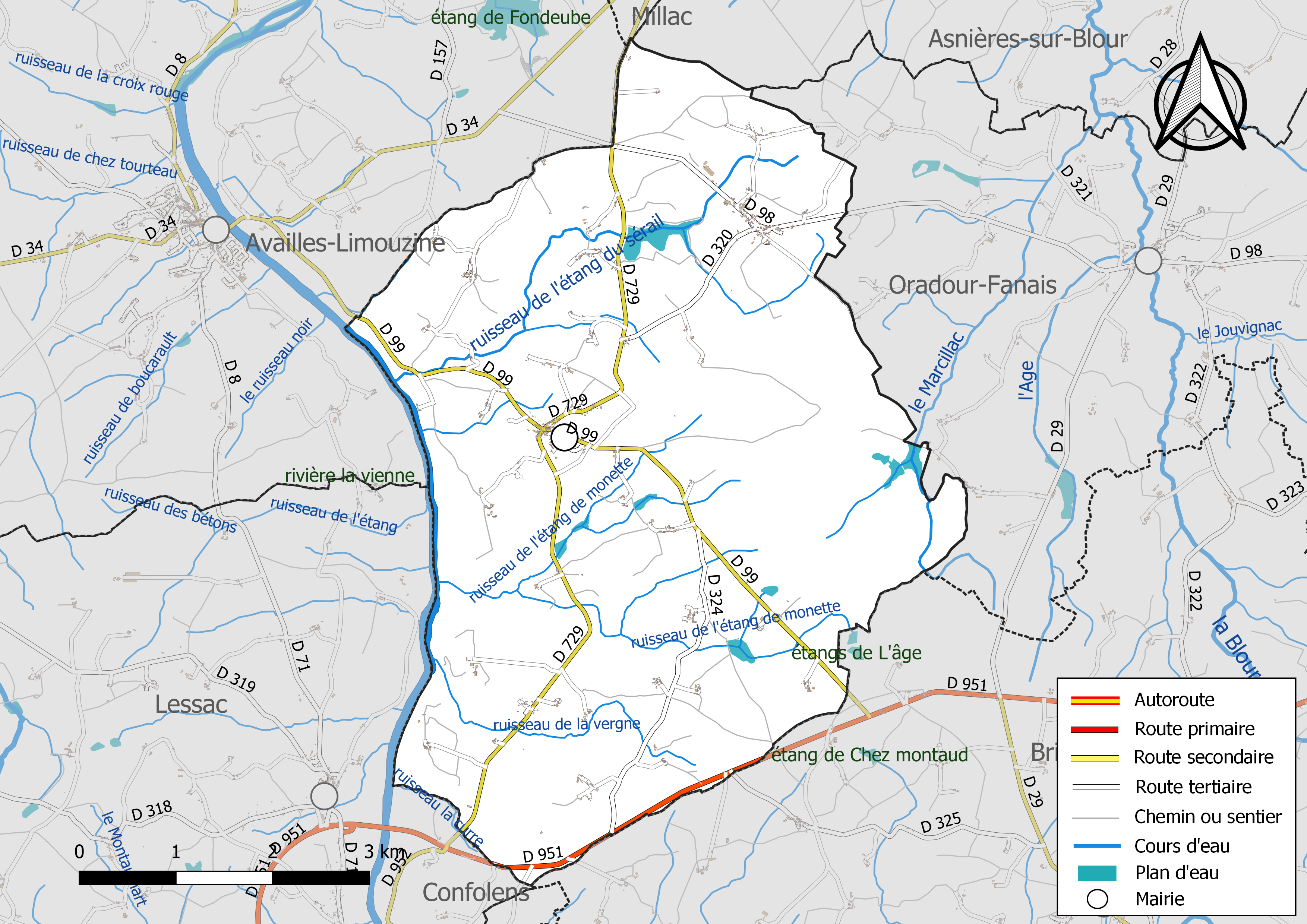
Réseaux hydrographique et routier d'Abzac.

La commune est située dans la région hydrographique « la Loire de la Vienne (c) à la Maine (nc) », au sein du bassin hydrographique Loire-Bretagne. Elle est bordée à l'ouest par la Vienne, affluent de la Loire, et en occupe la rive droite. Elle est également drainée par le Marcillac et par divers petits cours d'eau, qui constituent un réseau hydrographique de 32 km de longueur totale,.
De nombreux étangs parsèment la commune, et des ruisseaux les relient à la Vienne, comme le ruisseau de l'Étang du Sérail au nord, et le ruisseau de l'Étang de Monette au centre. Au sud il y a aussi le ruisseau du Moulin de la Toueille, le ruisseau de la Vergne, et la Curre qui limite la commune au sud. Le ruisseau de Marcillac est le seul à s'écouler vers l'est. C'est un affluent de la Blourde qui elle-même est un affluent de la Vienne.

#### Gestion des eaux
Le territoire communal est couvert par le Schéma d'aménagement et de gestion des eaux (SAGE) « Vienne », déclinaison du Schéma directeur d'aménagement et de gestion des eaux (SDAGE) Loire-Bretagne sur le bassin de la Vienne. Le SAGE « Vienne » a été approuvé le 1er juin 2006. La structure porteuse de l'élaboration et de la mise en œuvre est l'établissement Public du Bassin de la Vienne. Il définit les objectifs généraux d’utilisation, de mise en valeur et de protection quantitative et qualitative des ressources en eau superficielle et souterraine, en respect des objectifs de qualité définis dans le troisième SDAGE  du Bassin Loire-Bretagne qui couvre la période 2022-2027, approuvé le 18 mars 2022.

### Climat
Le climat est océanique dégradé. C'est celui de la Charente limousine, plus humide et plus frais que celui du reste du département.

## Urbanisme

### Typologie
Au 1er janvier 2024, Abzac est catégorisée commune rurale à habitat très dispersé, selon la nouvelle grille communale de densité à 7 niveaux définie par l'Insee en 2022.
Elle est située hors unité urbaine. Par ailleurs la commune fait partie de l'aire d'attraction de Confolens, dont elle est une commune de la couronne,. Cette aire, qui regroupe 14 communes, est catégorisée dans les aires de moins de 50 000 habitants,.

### Occupation des sols

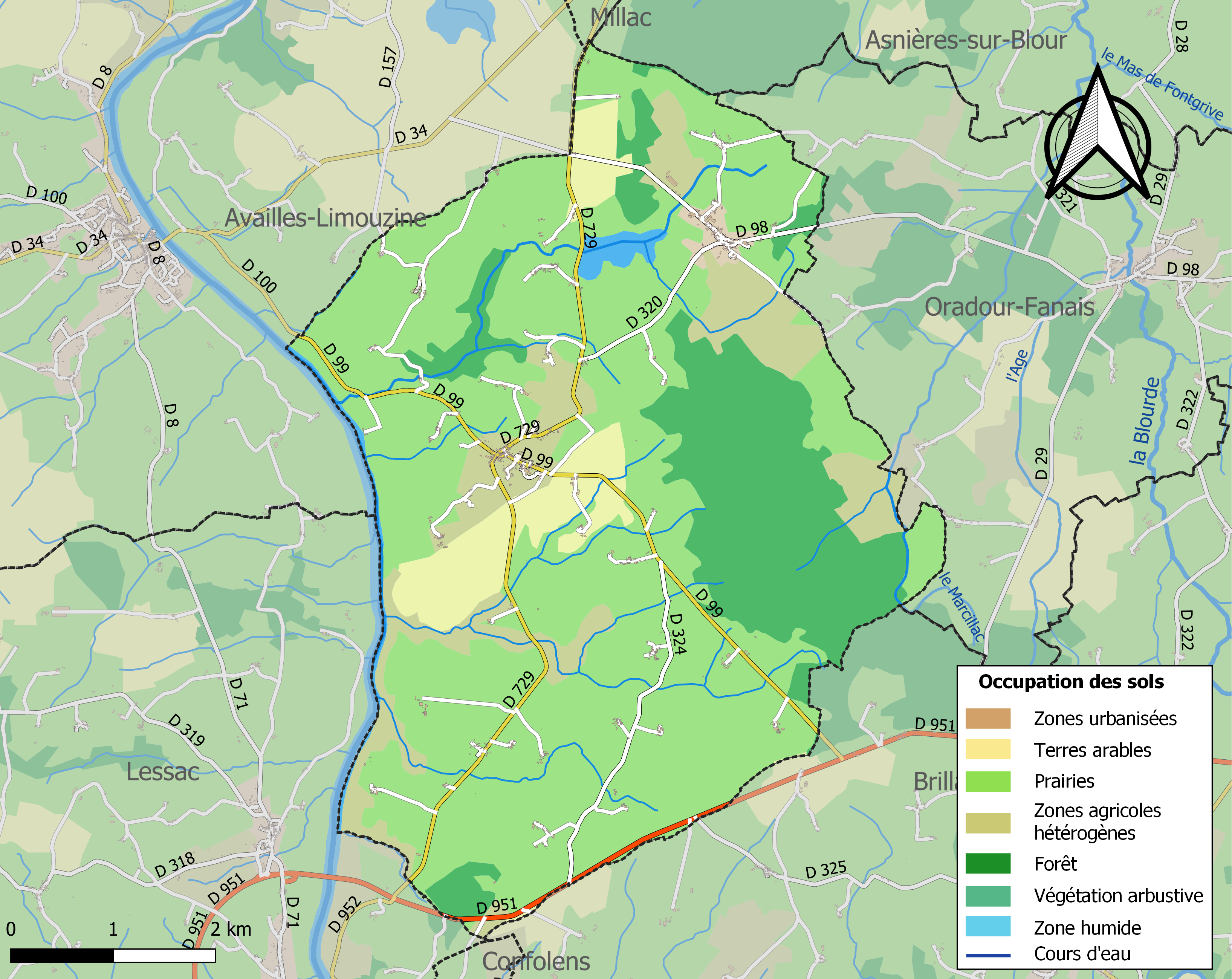
Carte des infrastructures et de l'occupation des sols de la commune en 2018 (CLC).

L'occupation des sols de la commune, telle qu'elle ressort de la base de données européenne d’occupation biophysique des sols Corine Land Cover (CLC), est marquée par l'importance des territoires agricoles (80,5 % en 2018), une proportion sensiblement équivalente à celle de 1990 (81,2 %). La répartition détaillée en 2018 est la suivante : 
prairies (62,4 %), forêts (17,3 %), zones agricoles hétérogènes (11,7 %), terres arables (6,4 %), eaux continentales (1,4 %), zones urbanisées (0,8 %). L'évolution de l’occupation des sols de la commune et de ses infrastructures peut être observée sur les différentes représentations cartographiques du territoire : la carte de Cassini (XVIIIe siècle), la carte d'état-major (1820-1866) et les cartes ou photos aériennes de l'IGN pour la période actuelle (1950 à aujourd'hui).

### Hameaux et lieux-dits
Au nord-est de la commune, le hameau de Chardat est surnommé le village de l'Argile. Ce village a abrité et abrite de nombreuses tuileries et briqueteries.
D'autres hameaux de moindre importance sont à signaler : Chez Redon et le Marnier au nord ; la Pelletière, les Chaumes, Chaumont et Chez Pilloux au sud.

### Voies de communication et transports
Le bourg d'Abzac est au carrefour de deux routes départementales secondaires, la D 729 de Confolens à Montmorillon, ancien itinéraire Bis Paris-Espagne, qui la traverse du sud au nord, et la D 99 de Brillac et la D 951 au sud-est vers Availles-Limouzine au nord-ouest. D'autres routes départementales de moindre importance traversent la commune, comme la D 98 au nord à Chardat, la D 320 et D 324.
La D 951, route Centre-Europe Atlantique, entre Confolens et Bellac, borde la commune au sud.

### Risques majeurs
Le territoire de la commune d'Abzac est vulnérable à différents aléas naturels : météorologiques (tempête, orage, neige, grand froid, canicule ou sécheresse), inondations et séisme (sismicité faible). Il est également exposé à deux risques technologiques,  le transport de matières dangereuses et la rupture d'un barrage, et à un risque particulier : le risque de radon. Un site publié par le BRGM permet d'évaluer simplement et rapidement les risques d'un bien localisé soit par son adresse soit par le numéro de sa parcelle.

#### Risques naturels
Certaines parties du territoire communal sont susceptibles d’être affectées par le risque d’inondation par débordement de cours d'eau, notamment la Vienne. La commune a été reconnue en état de catastrophe naturelle au titre des dommages causés par les inondations et coulées de boue survenues en 1982, 1983, 1993, 1995 et 1999,.

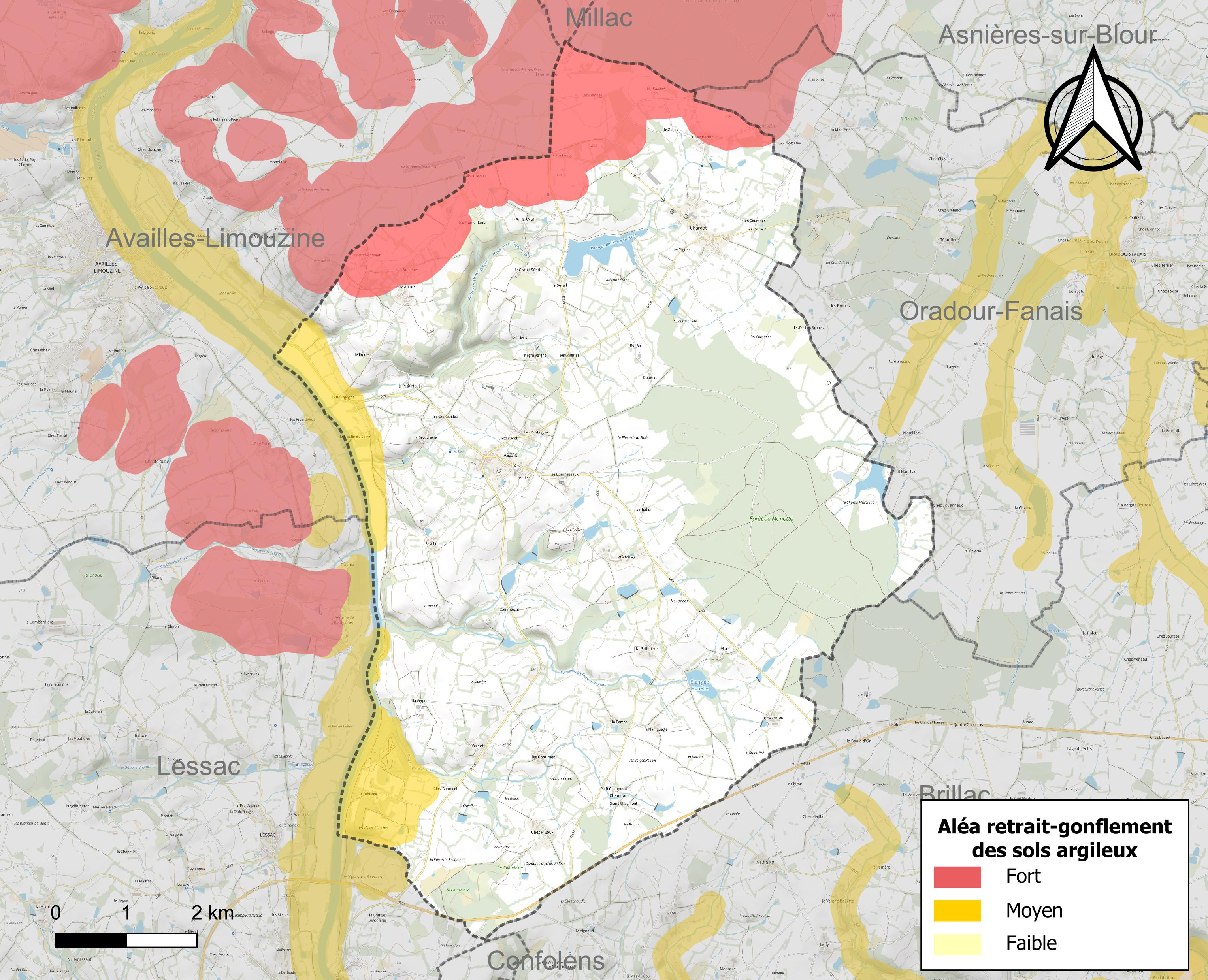
Carte des zones d'aléa retrait-gonflement des sols argileux d'Abzac.

Le retrait-gonflement des sols argileux est susceptible d'engendrer des dommages importants aux bâtiments en cas d’alternance de périodes de sécheresse et de pluie. 12,8 % de la superficie communale est en aléa moyen ou fort (67,4 % au niveau départemental et 48,5 % au niveau national). Sur les 384 bâtiments dénombrés sur la commune en 2019,  32 sont en aléa moyen ou fort, soit 8 %, à comparer aux 81 % au niveau départemental et 54 % au niveau national. Une cartographie de l'exposition du territoire national au retrait gonflement des sols argileux est disponible sur le site du BRGM,.
Par ailleurs, afin de mieux appréhender le risque d’affaissement de terrain, l'inventaire national des cavités souterraines permet de localiser celles situées sur la commune.
Concernant les mouvements de terrains, la commune a été reconnue en état de catastrophe naturelle au titre des dommages causés par des mouvements de terrain en 1999.

#### Risques technologiques
Le risque de transport de matières dangereuses sur la commune est lié à sa traversée par une ou des infrastructures routières ou ferroviaires importantes ou la présence d'une canalisation de transport d'hydrocarbures. Un accident se produisant sur de telles infrastructures est susceptible d’avoir des effets graves sur les biens, les personnes ou l'environnement, selon la nature du matériau transporté. Des dispositions d’urbanisme peuvent être préconisées en conséquence.
La commune est en outre située en aval des barrages de Lavaud-Gelade et Vassivière, des ouvrages de classes A. À ce titre elle est susceptible d’être touchée par l’onde de submersion consécutive à la rupture de cet ouvrage.

#### Risque particulier
Dans plusieurs parties du territoire national, le radon, accumulé dans certains logements ou autres locaux, peut constituer une source significative d’exposition de la population aux rayonnements ionisants. Certaines communes du département sont concernées par le risque radon à un niveau plus ou moins élevé. Selon la classification de 2018, la commune d'Abzac est classée en zone 3, à savoir zone à potentiel radon significatif.

## Toponymie
Le nom d'Abzac est attesté sous les formes Abzaco au XIIIe siècle, Absacum au XIVe siècle et Azat au XVIIe siècle.
Il serait issu du bas latin *Apiciacum, basé sur l'anthroponyme latin Apicius, suivi du suffixe d'origine gauloise -acum indiquant la propriété. Ernest Nègre lui préfère le nom de personne latin Avitius, sans mentionner de forme ancienne toutefois, suivi du même suffixe.
Le nom du lieu-dit le Quéroy viendrait du latin quadrivium signifiant carrefour, indiquant vraisemblablement deux voies anciennes.
Abzac est située dans la partie occitane de la Charente qui en occupe le tiers oriental, et se nomme Azac en dialectes limousin et marchois'. Le marchois occupe la partie nord de la commune, et le limousin la partie sud, incluant le bourg.

## Histoire
Abzac présente des vestiges préhistoriques et antiques ce qui atteste l'ancienneté de l'occupation humaine.
Abzac faisait partie de l'ancienne province du Limousin.
Abzac fut un ancien prieuré-cure du diocèse de Limoges connu pour son pèlerinage septennal des saints Lucius et Emerite lors d'importantes ostensions. Abzac est l'une des deux communes charentaises qui pratique ces ostensions, ce depuis 1762, l'autre étant Esse, depuis 1660. Elles commencent le lundi de Pâques. Les reliques sont ensuite exposées dans l'église jusqu'au lundi de la Pentecôte.
En 1311, Audemar d'Archiac, d'une famille venue de Saintonge, est seigneur de Saint-Germain, d'Availles-Limouzine et d'Abzac. Il est aussi attesté comme seigneurs d'Abzac Aimar d'Archiac en 1410 et Odet d'Archiac en 1478 qui aurait bâti le château. Leurs armoiries sont « de gueules à deux pals de vair au chef d'or ». Puis Abzac passe aux La Béraudière dont qui portent « écartelé d'or à l'aigle à deux têtes de gueules, et d'azur à la croix d'argent alaisée et fourchée de trois pièces » puis aux Rochechouart  ce qui explique que Françoise Athénaïs de Rochechouart de Mortemart, marquise de Montespan, y ait séjourné chez son frère. Leurs armoiries « fascé ondé d'argent et de gueules de six pièces » se retrouvent sur une des plaques de cheminée.

## Politique et administration

### Liste des maires
Créée Abzac dans le canton de Saint-Germain, devenue Abjac dans le canton de Confolens en 1801 la commune est redevenue Abzac, dans le canton de Confolens-Sud.
| Période                                  | Période  | Identité            | Étiquette | Qualité                          |
| ---------------------------------------- | -------- | ------------------- | --------- | -------------------------------- |
| Les données manquantes sont à compléter. |          |                     |           |                                  |
| avant 1988                               | ?        | Robert Boutin       |           |                                  |
| 1995                                     | 2008     | Noël de l'Hermite   |           | Réélu en 2001                    |
| 2008                                     | 2014     | François Weller     | SE        |                                  |
| 2014                                     | 2022     | Jean-Claude Buisson | SE        | Retraité de la fonction publique |
| 2022                                     | En cours | Stéphane Branthôme  | SE        | Chargé d'assurances              |

### Tendances politiques et résultats
Le résultat de l'élection présidentielle de 2012 dans cette commune est le suivant :
| Candidat       | Candidat                    | Premier tour | Premier tour | Second tour | Second tour |
| Candidat       | Candidat                    | Voix         | %            | Voix        | %           |
| -------------- | --------------------------- | ------------ | ------------ | ----------- | ----------- |
|                | Eva Joly (EÉLV)             | 2            | 0,67         |             |             |
|                | Marine Le Pen (FN)          | 62           | 21,07        |             |             |
|                | Nicolas Sarkozy (UMP)       | 72           | 24,08        | 142         | 48,80       |
|                | Jean-Luc Mélenchon (FG)     | 36           | 12,04        |             |             |
|                | Philippe Poutou (NPA)       | 6            | 2,01         |             |             |
|                | Nathalie Arthaud (LO)       | 2            | 0,67         |             |             |
|                | Jacques Cheminade (SP)      | 0            | 0,00         |             |             |
|                | François Bayrou (MoDem)     | 25           | 8,36         |             |             |
|                | Nicolas Dupont-Aignan (DLR) | 5            | 1,67         |             |             |
|                | François Hollande (PS)      | 88           | 29,43        | 149         | 51,20       |
|                |                             |              |              |             |             |
| Inscrits       | Inscrits                    | 381          | 100,00       | 382         | 100,00      |
| Abstentions    | Abstentions                 | 72           | 18,90        | 74          | 19,37       |
| Votants        | Votants                     | 309          | 81,10        | 308         | 80,63       |
| Blancs et nuls | Blancs et nuls              | 10           | 3,24         | 17          | 5,52        |
| Exprimés       | Exprimés                    | 299          | 96,76        | 291         | 94,48       |

Le résultat de l'élection présidentielle de 2017 dans cette commune est le suivant :
| Candidat    | Candidat                    | Premier tour | Premier tour | Deuxième tour | Deuxième tour |  |
| Candidat    | Candidat                    | %            | Voix         | %             | Voix          |  |
| ----------- | --------------------------- | ------------ | ------------ | ------------- | ------------- |  |
|             | Nicolas Dupont-Aignan (DLF) | 7,42         | 21           |               |               |  |
|             | Marine Le Pen (FN)          | 26,86        | 76           | 38,52         | 99            |  |
|             | Emmanuel Macron (EM)        | 23,32        | 66           | 61,48         | 158           |  |
|             | Benoît Hamon (PS)           | 4,59         | 13           |               |               |  |
|             | Nathalie Arthaud (LO)       | 0,71         | 2            |               |               |  |
|             | Philippe Poutou (NPA)       | 1,06         | 3            |               |               |  |
|             | Jacques Cheminade (SP)      | 1,06         | 3            |               |               |  |
|             | Jean Lassalle (RES)         | 1,06         | 3            |               |               |  |
|             | Jean-Luc Mélenchon (LFI)    | 14,13        | 40           |               |               |  |
|             | François Asselineau (UPR)   | 0,35         | 1            |               |               |  |
|             | François Fillon (LR)        | 19,43        | 55           |               |               |  |
|             |                             |              |              |               |               |  |
| Inscrits    | Inscrits                    | 365          | 100,00       | 365           | 100,00        |  |
| Abstentions | Abstentions                 | 75           | 20,55        | 81            | 22,19         |  |
| Votants     | Votants                     | 290          | 79,45        | 284           | 77,81         |  |
| Blancs      | Blancs                      | 5            | 1,72         | 19            | 6,69          |  |
| Nuls        | Nuls                        | 2            | 0,69         | 8             | 2,82          |  |
| Exprimés    | Exprimés                    | 283          | 97,59        | 257           | 90,49         |  |

## Équipements et services

### Enseignement

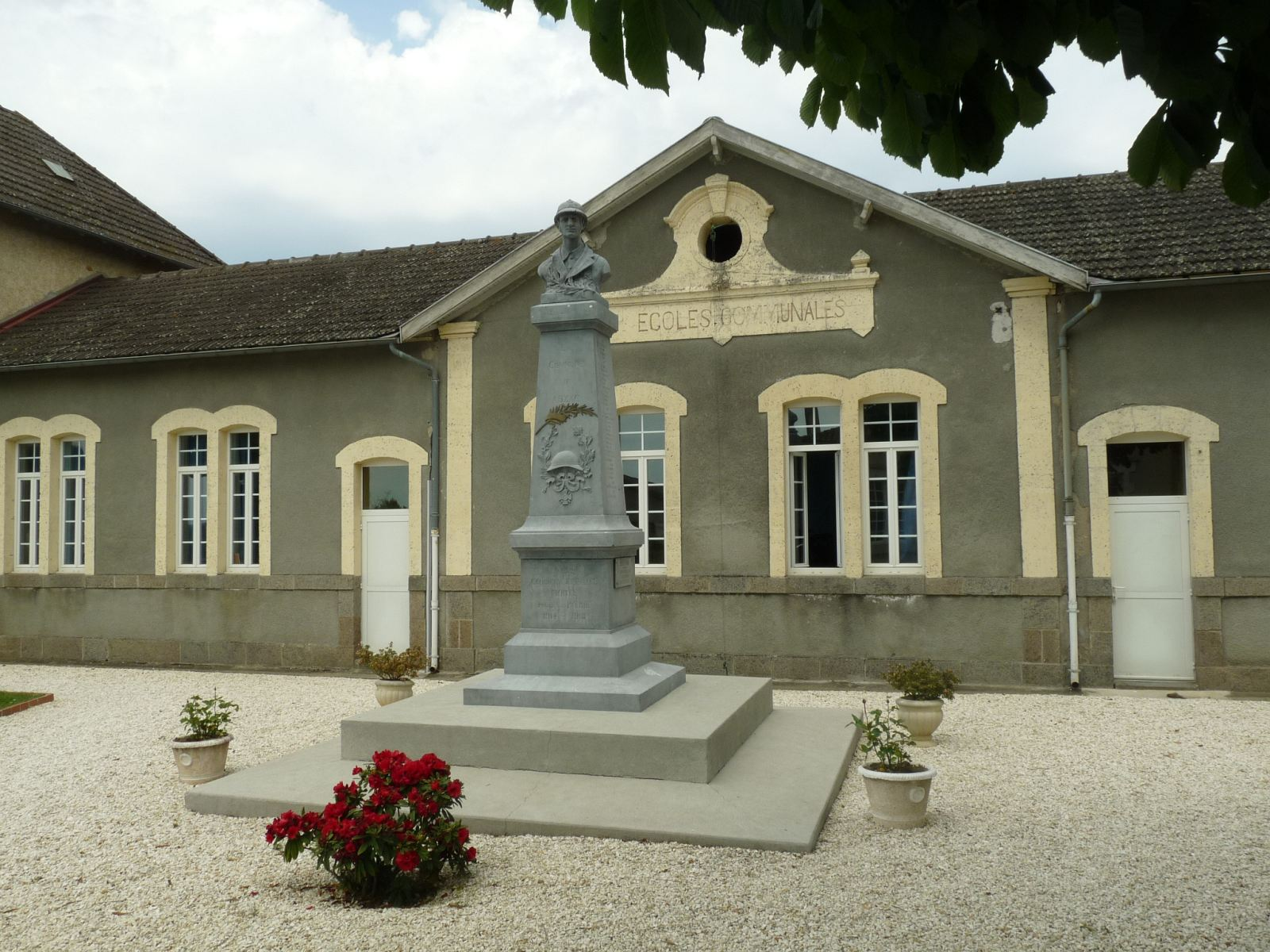
L'école publique.

L'école élémentaire publique située au bourg comporte deux classes. Elle fait partie d'un regroupement pédagogique intercommunal (RPI) regroupant les autres écoles des communes de Brillac et d'Oradour-Fanais pour la maternelle, d'Abzac, Lesterps et Lessac pour l'élémentaire. Ce RPI s'appelle Boreall. Le secteur du collège est Confolens,.

### Autres services
Ils se trouvent sur les autres communes, les plus proches étant situés à Availles-Limouzine dans le département de la Vienne.

## Population et société

### Démographie
Les habitants sont appelés les Abzacois ou les Abzacais.

#### Évolution démographique
L'évolution du nombre d'habitants est connue à travers les recensements de la population effectués dans la commune depuis 1793. Pour les communes de moins de 10 000 habitants, une enquête de recensement portant sur toute la population est réalisée tous les cinq ans, les populations de référence des années intermédiaires étant quant à elles estimées par interpolation ou extrapolation. Pour la commune, le premier recensement exhaustif entrant dans le cadre du nouveau dispositif a été réalisé en 2004.

En 2022, la commune comptait 513 habitants, en évolution de +8,23 % par rapport à 2016 (Charente : −0,48 %, France hors Mayotte : +2,11 %).
| 1793  | 1800 | 1806  | 1821  | 1831  | 1841  | 1846  | 1851  | 1856  |
| ----- | ---- | ----- | ----- | ----- | ----- | ----- | ----- | ----- |
| 1 072 | 810  | 1 126 | 1 219 | 1 204 | 1 235 | 1 261 | 1 201 | 1 238 |

| 1861  | 1866  | 1872  | 1876  | 1881  | 1886  | 1891  | 1896  | 1901  |
| ----- | ----- | ----- | ----- | ----- | ----- | ----- | ----- | ----- |
| 1 172 | 1 201 | 1 165 | 1 177 | 1 285 | 1 316 | 1 297 | 1 252 | 1 280 |

| 1906  | 1911  | 1921  | 1926  | 1931  | 1936  | 1946 | 1954 | 1962 |
| ----- | ----- | ----- | ----- | ----- | ----- | ---- | ---- | ---- |
| 1 277 | 1 260 | 1 077 | 1 097 | 1 042 | 1 075 | 957  | 950  | 833  |

| 1968 | 1975 | 1982 | 1990 | 1999 | 2004 | 2006 | 2009 | 2014 |
| ---- | ---- | ---- | ---- | ---- | ---- | ---- | ---- | ---- |
| 741  | 635  | 556  | 523  | 544  | 498  | 506  | 504  | 483  |

| 2019 | 2022 | - | - | - | - | - | - | - |
| ---- | ---- | - | - | - | - | - | - | - |
| 503  | 513  | - | - | - | - | - | - | - |

#### Pyramide des âges
La population de la commune est relativement âgée.
En 2018, le taux de personnes d'un âge inférieur à 30 ans s'élève à 21,4 %, soit en dessous de la moyenne départementale (30,2 %). À l'inverse, le taux de personnes d'âge supérieur à 60 ans est de 43,2 % la même année, alors qu'il est de 32,3 % au niveau départemental.
En 2018, la commune comptait 261 hommes pour 232 femmes, soit un taux de 52,94 % d'hommes, largement supérieur au taux départemental (48,41 %).
Les pyramides des âges de la commune et du département s'établissent comme suit.
| Hommes | Classe d’âge | Femmes |
| ------ | ------------ | ------ |
| 0,0    | 90 ou +      | 2,5    |
| 7,9    | 75-89 ans    | 11,8   |
| 33,9   | 60-74 ans    | 30,4   |
| 26,0   | 45-59 ans    | 22,8   |
| 9,8    | 30-44 ans    | 12,2   |
| 10,9   | 15-29 ans    | 9,3    |
| 11,6   | 0-14 ans     | 11,0   |

| Hommes | Classe d’âge | Femmes |
| ------ | ------------ | ------ |
| 1      | 90 ou +      | 2,7    |
| 9,2    | 75-89 ans    | 12     |
| 20,6   | 60-74 ans    | 21,3   |
| 20,7   | 45-59 ans    | 20,3   |
| 16,8   | 30-44 ans    | 16     |
| 15,6   | 15-29 ans    | 13,4   |
| 16,1   | 0-14 ans     | 14,3   |

### Manifesttaions culturelles et festivités
Le 1er dimanche d'août a lieu la fête patronale et communale.
Selon la tradition limousine des Ostensions septennales se déroulent à Abzac où sont vénérées les reliques des saints Lucius et Émerite conservées par la paroisse. Les Ostensions débutent le lundi de Pâques (en 2009 le 13 avril à 15 heures).

### Sports
Il existe plusieurs clubs et associations sportives, le foot au club de football US Abzac, l'Union Sportive, le Gardon Abzaçais et la Société de Chasse.

### Vie associative
Citons l'amicale du Regroupement Pédagogique, les Anciens Combattants et le Club des Anciens.
L'association de l'Etang du Sérail est une association à objet environnemental, qui a pour objectif la sauvegarde du site naturel de l'étang du Sérail et l'Association Française du Poney Fell qui a pour objectif de promouvoir la race des " poney fell"  et d'encourager le développement d'un écosystème naturel.
La Confrérie des Saints Lucius et Emerite d'Abzac, créée en 2006, a pour objectif de regrouper dans une association fraternelle les habitants de la commune d’Abzac et de participer à l’organisation des Ostensions septennales et des cérémonies qui s’y rattachent.

## Économie

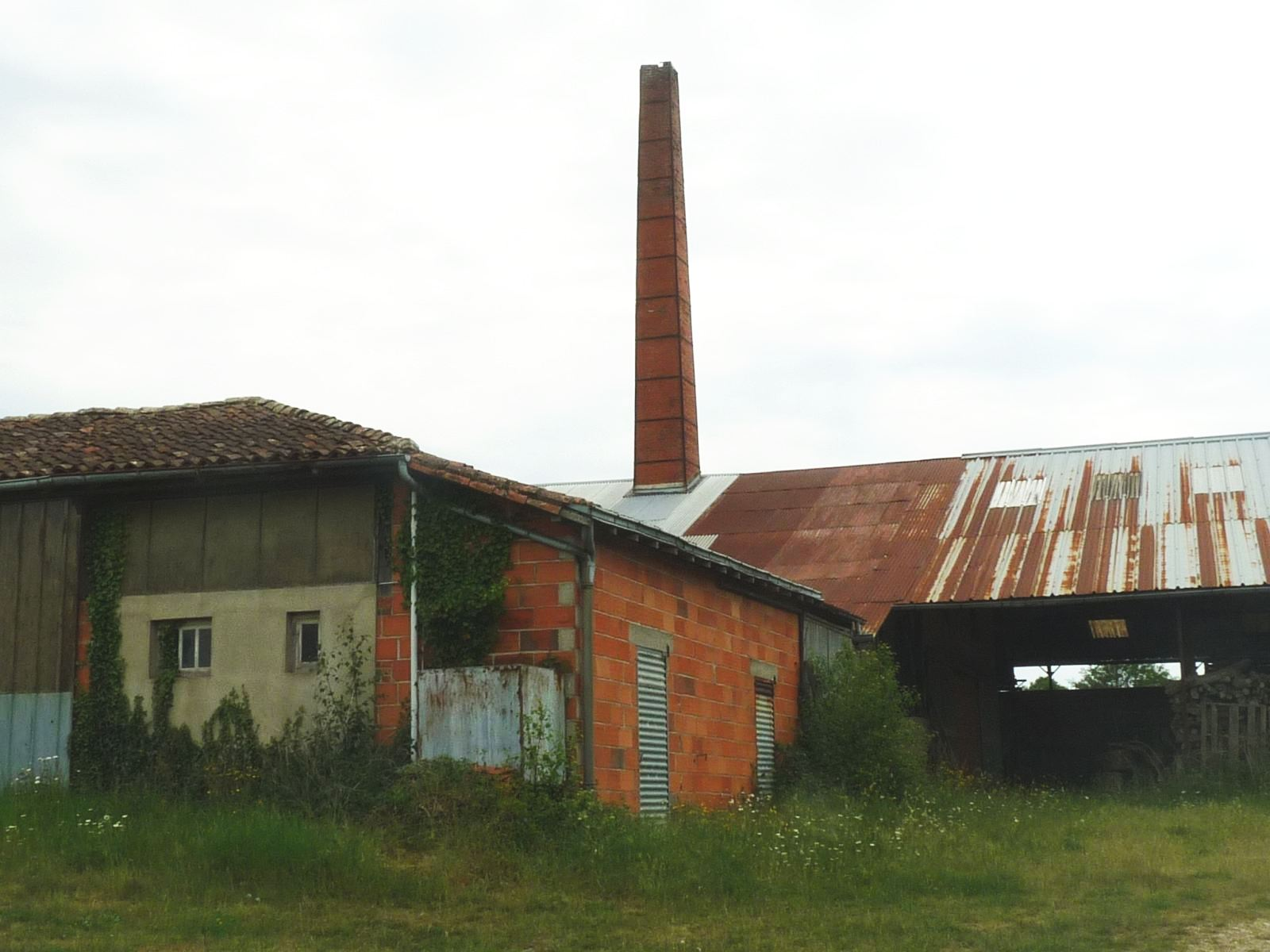
Ancienne briqueterie à Chardat.

Les tuileries briqueteries Delage et Bonnaud et fils, construites au début du XXe siècle, ont cessé leur activité en 1970 et 1987.
Au lieu-dit Chardat se tient la tuilerie briqueterie Malmanche construite dans les années 1920 - 1930, dont le four Hoffmann a été remplacé vers 1970 par un four tunnel. L'autre tuilerie Malmanche a été construite en 1979. Équipée d'un four-tunnel alimenté au gaz, d'un séchoir en continu et d'une presse Unicerar, elle employait 16 personnes  en 1989.
La briqueterie de Chardat complète l'activité industrielle.
Les artisans sont deux maçons, un électricien, un entrepreneur en travaux agricoles, un horticulteur, un paysagiste, un garagiste et un carrossier.

## Culture locale et patrimoine

### Lieux et monuments

#### Patrimoine religieux

##### Église Saint-Sulpice

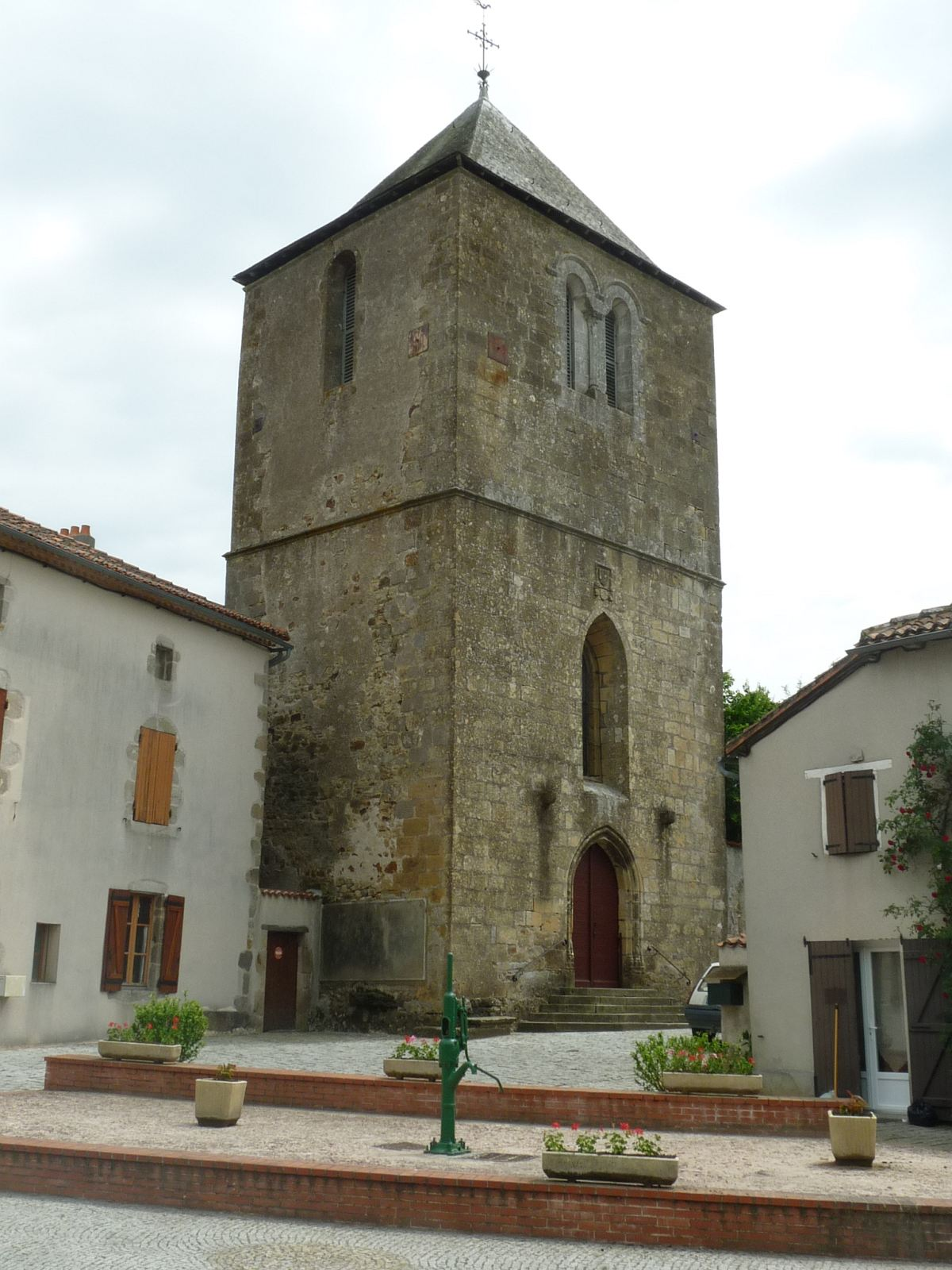
L'église Saint-Sulpice.

L'église paroissiale Saint-Sulpice, située au bourg d'Abzac, date du XIIIe siècle. Elle est de style gothique primitif.
Au niveau de la clôture de chœur, la table de communion est une sculpture en chêne datant du début du XVIIe siècle. La table se compose de quatre éléments dont deux portes. Les balustres sont ornés de feuillages et surmontés de chapiteaux ioniques, les pilastres possèdent un  socle feuillagé, une console et une tête sculptée. Deux éléments de cette table sont remployés dans un pupitre.
Cet ensemble unique en Charente a été classé au titre d'objet le 7 janvier 2003.

##### Reliques des saints Lucius et Émérite
Les reliques des saints Lucius et Émérite sont conservées à Abzac. Vers 1670, le pape Clément IX a offert à Louis Victor de Rochechouart de Mortemart, duc de Vivonne (1636-1688), alors ambassadeur du roi de France à Rome, les reliques des saints Lucius et saint Émerite, deux saints martyrs de l'église primitive. Or, le duc de Vivonne, maréchal de France, frère de Madame de Montespan, était le châtelain de Serre à Abzac qu'il tenait de sa mère, Diane de Grandsaigne, et c’est dans la chapelle du château de Serre que furent d’abord placées ces reliques, où, dès lors, elles furent vénérées par la population.
Envoyées à Paris en 1758 pour confection de nouveaux reliquaires, les reliques furent réparties en trois :
- Les deux chefs sont enfermés dans deux châsses de cuivre avec ornements d'argent et envoyées au château de La Forge à Verrières, en Poitou et sont maintenant conservées à Montmorillon.
- Deux petites châsses envoyées au château de Manneville du diocèse de Rouen sont revenues à Abzac en septembre 1865.
- « Deux autres grandes châsses d'ébène de treize à quatorze pouces de long sur environ neuf de large et dix d'élévation, dont le couronnement aussi d'ébène est terminé en pyramide sur laquelle s'élève une croix d'argent - les verres également encadrés d'une lame d'argent - divisées par une tablette recouverte de satin cramoisi » renferment la plus grande partie des ossements des deux martyrs ont été offertes à la paroisse d'Abzac, en 1762, par Jean-Victor, duc de Mortemart (1712-1771).

Le 16 juillet 1762 les reliques ont été vérifiées par Philippe Rabilhac, curé d’Oradour-Fanais, et, le 26 juillet 1762, Mgr du Plessis d’Argentré, évêque de Limoges, donne à la paroisse d’Abzac la permission de les exposer et de les vénérer. Depuis cette date elles sont sous la garde du curé et des habitants d’Abzac et font l’objet, selon la coutume limousine, d’ostensions septennales..

##### Église de Chardat
La chapelle Notre-Dame de Chardat a été créée en 1930 dans une ancienne habitation,.

#### Patrimoine civil

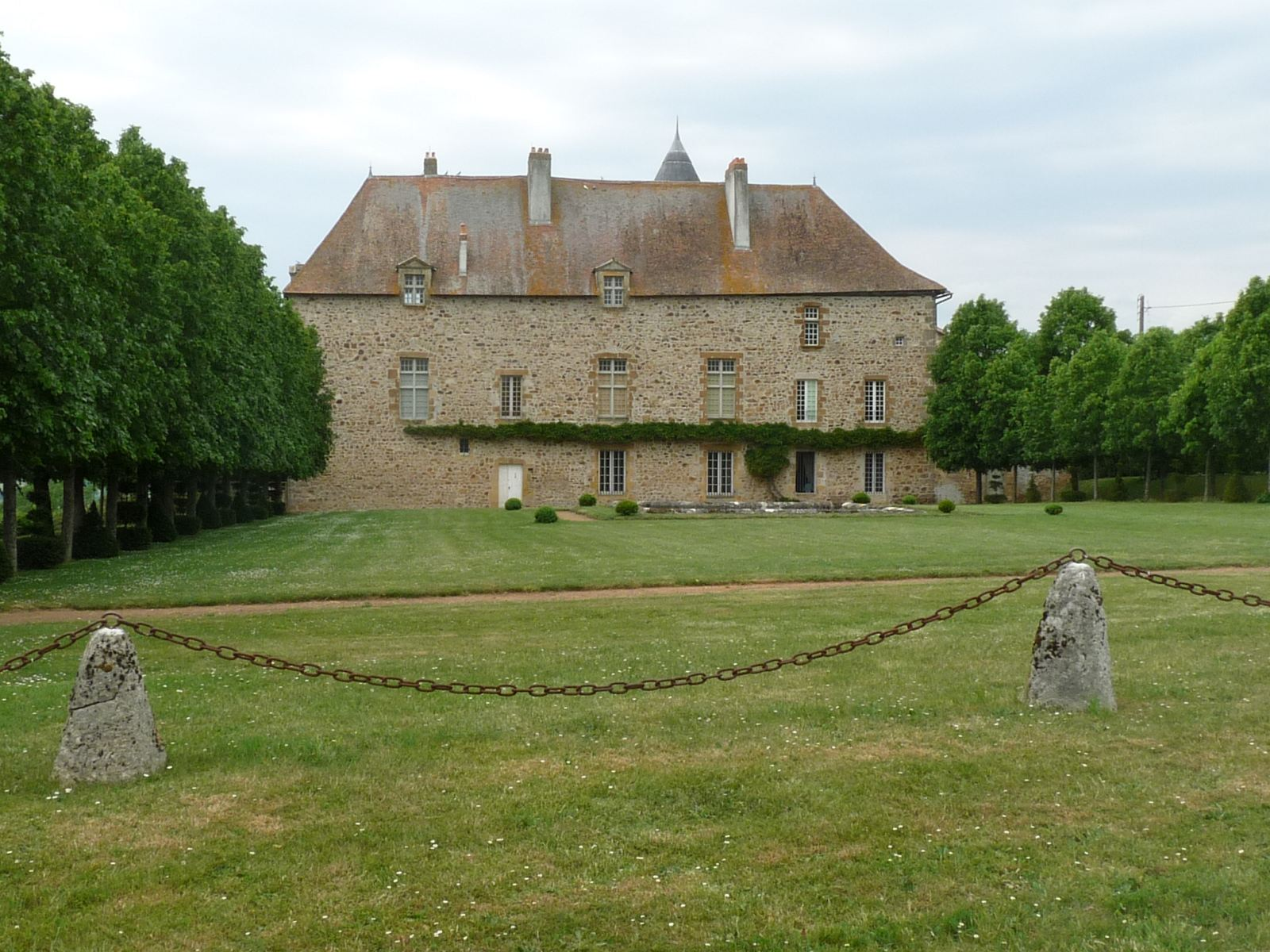
Le château de Serre.

- Le château de Serre, qui date de la fin du XVe siècle et du début du XVIe siècle, a été remanié au XVIIe siècle. Il est inscrit monument historique depuis le 26 juillet 1988. L'intérieur présente une antichambre qui précède la chambre du duc de Vivonne présentant une alcôve peinte et une pièce au deuxième étage ornée de peintures murales qui ont été classées à la même date[57]. La plaque de cheminée de la chambre du premier étage est aux armes des Rochechouart-Mortemart.

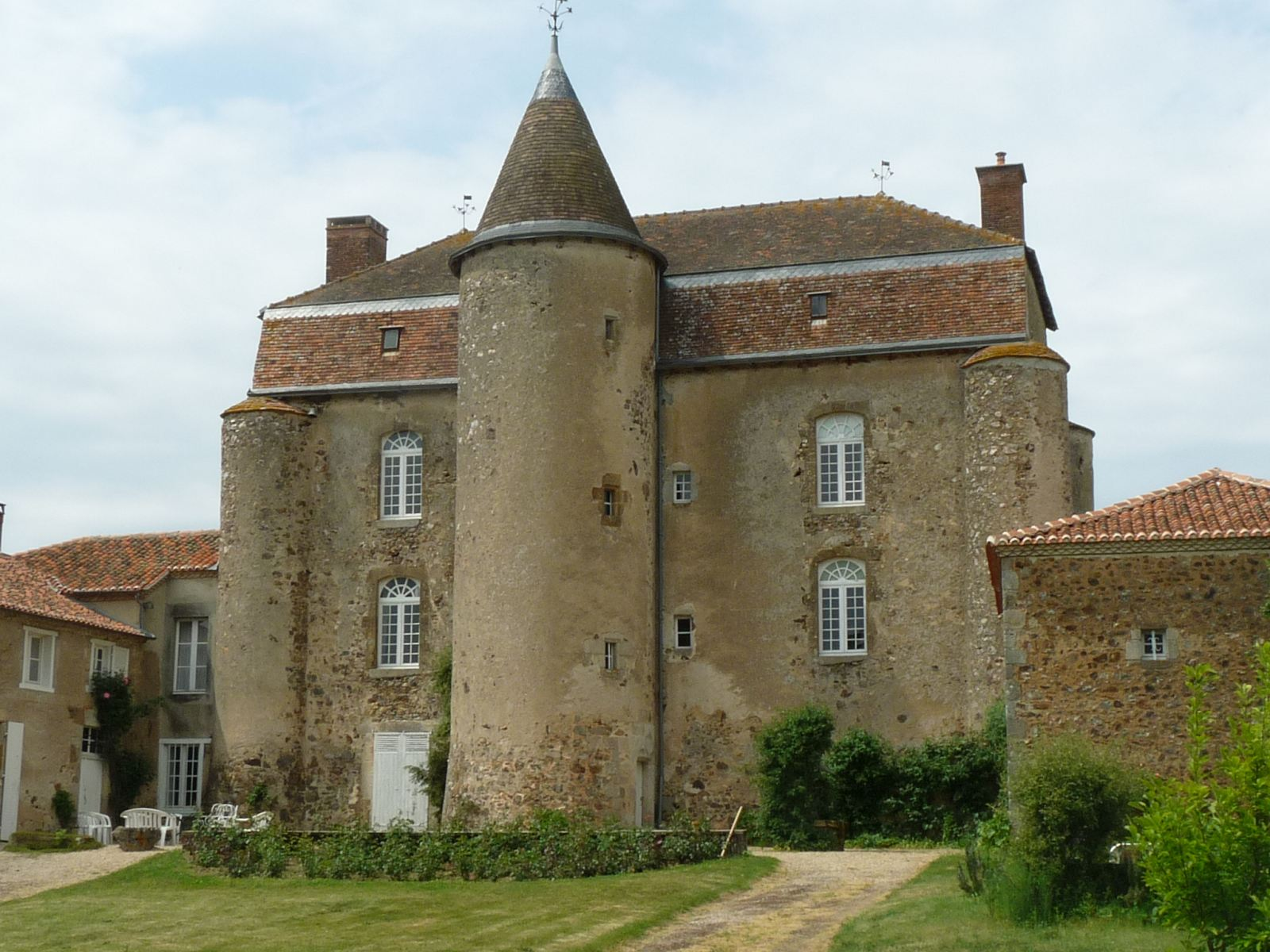
Le château de Fayolle.

- Le château de Fayolle possède un donjon XIIIe siècle, une tour ronde d'escalier, une tour polygonale et un logis du XVIIIe siècle, coiffé d'une toiture à la Mansart[58].
- Le logis de Monette a appartenu à la famille de Tisseuil et aux Garnier de la Boissière. Il a été reconstruit au XIXe siècle.
- Le logis des Tuffas possède un corps de logis et une tour ronde à bretèche du XVIIe siècle[59].
- La ferme presbytère daterait du XVIIe siècle. Elle a appartenu à la famille de Tisseuil et fut léguée par Marie-Philippe-Gaston de Rousiers à sa mort, en 1920, pour en faire un presbytère. On peut lire au-dessus d'une porte, l'inscription « 19.4.1921 » et « DON.G. de ROUSIERS ». Aujourd'hui, encore, elle abrite le presbytère de la paroisse[60].

- Le lavoir et la fontaine de Saint-Sulpice du bourg qui avait probablement des vertus et était lieu de processions.

### Patrimoine environnemental
- L'étang du Sérail
- La font Radareu qui servait au ravitaillement des militaires situé sur l'ancienne route impériale D 951 près du hameau de Chaumont.
- La vallée de la Vienne et les ruisseaux pour la pêche.
- Les Eaux d'Availles ou Fontaines Salées sont situées sur les communes d'Availles-Limouzine et d'Abzac sur la D 99 à proximité de la rive droite de la Vienne. Ce lieu-dit jouit de sources naturelles d'eaux salées. De nombreux forages ont été réalisés afin de faire des recherches sur d'éventuels bienfaits naturels de ces eaux. Relancés de nombreuses fois au cours des dernières décennies, un projet de complexe thermal a semble-t-il été abandonné...
- La forêt de Monette en partie sur les communes d'Abzac, Oradour-Fanais et Brillac abrite une petite population de cerfs et d'oiseaux forestiers assez rares dans la région. Elle bénéficie du statut de zone naturelle d'intérêt écologique, faunistique et floristique de type I[61].